# 杨剑 (遗传学家)
杨剑（1981年12月—）是一位中国统计遗传学家。

## 生平
1981年出生于浙江省乐清市虹桥镇西塘村，1999年毕业于乐清市虹桥中学，2003年获得浙江大学生物科学系学士学位。2008年获得浙江大学农学系数量遗传学博士学位。后进入昆士兰大学医学研究所从事博士后工作。2012年1月进入昆士兰大学任教于分子生物学研究所及昆士兰州脑科学研究所。2017年升任正教授。

## 荣誉
2017年在堪培拉国会大厦获得澳大利亚总理科学奖系列—弗兰克·芬纳年度生命科学家奖。是继陈敏之后第二位该系列获奖华人科学家。